# Derivaat (scheikunde)
Met derivaat bedoelt men in de chemie een stof die afgeleid is van een andere stof, de stamverbinding. De afleiding hoeft niet per se in de praktijk ook uitvoerbaar te zijn, ook als het slechts in theorie mogelijk is wordt van derivaat gesproken. De afleiding bestaat bijvoorbeeld uit het vervangen van een atoom of atoomgroep door een ander atoom of een andere atoomgroep. Men bedoelt bijvoorbeeld met imidazoolderivaten alle stoffen die een imidazoolring in hun structuur bezitten. Carbonzuurderivaten zijn alle stoffen met een functionele groep die afgeleid is van de carboxylgroep: zuuranhydriden, zuurchloriden, amiden en esters zijn dus carbonzuurderivaten.
In de farmacie hebben derivaten een speciale betekenis, want het is mogelijk dat derivaten van bestaande geneesmiddelen een sterkere of betere (minder bij)werking hebben dan het oorspronkelijke middel. Zo is acetylsalicylzuur een krachtiger derivaat van salicylzuur, en paracetamol een verbeterd derivaat van acetanilide.
Ook stoffen die uit een bepaald mengsel kunnen worden geïsoleerd noemt men soms derivaten. Asfalt/teer, stookolie, diesel, kerosine, benzine en LPG zijn bijvoorbeeld derivaten van aardolie.
Derivaten kunnen nuttig zijn in de structuuranalyse. Toen men nog niet de beschikking had over de hedendaagse spectroscopische analysemethoden, identificeerde men stoffen bijvoorbeeld aan de hand van hun smeltpunt. Daartoe diende men te beschikken over een vaste, liefst kristallijne stof. Amines zijn zelden kristallijn, maar door omzetting van het amine in zijn ammoniumderivaat kan men dit probleem oplossen. Op analoge wijze kan men aldehyden en ketonen omzetten in hun semicarbazonen of 2,4-dinitrofenylhydrazonen.